# Copa de Naciones del Golfo de 2014
La Copa de Naciones del Golfo de 2014, oficialmente 22da Copa del Golfo Arábigo (en inglés: 22nd Arabian Gulf Cup; y en árabe: كأس الخليج العربي 22‎), fue la vigésimo segunda edición de la Copa de Naciones del Golfo, torneo de fútbol a nivel de selecciones nacionales organizado por la Unión de Asociaciones de fútbol árabes (UAFA). Se llevó a cabo en la ciudad de Riad, capital de Arabia Saudita, del 13 al 26 de noviembre de 2014, y contó con la participación de 8 seleccionados nacionales masculinos.
El campeón fue Catar, que superó en la final a Arabia Saudita con un marcador de 2-1 y logró de esa manera su tercer título en la competición, siendo éste el primero fuera de su país. Asimismo, la derrota saudí significó la primera vez en la historia del certamen en la que un seleccionado local caía derrotado en la final.

## Elección del país anfitrión
Inicialmente, la sede elegida para albergar la competición había sido la ciudad de Basora, en Irak. En octubre de 2013, sin embargo, la Unión de Asociaciones de fútbol árabes determinó que el torneo se traslade a la ciudad de Yeda, en Arabia Saudita, debido a la incompleta infraestructura y al hecho de que, desde la década del 90, recaía sobre la nación iraquí una sanción impuesta por la FIFA que no permitía la disputa de partidos oficiales en su territorio. El cambio provocó que la Asociación de Fútbol de Irak decidiera, el 9 de octubre de 2013, retirar a su selección del torneo, algo que más adelante fue revertido. Posteriormente, la UAFA trasladó la sede a Riad, capital saudí.

## Sedes
El certamen se disputó en dos estadios de la ciudad de Riad.
| Riad                             | Riad              |
| -------------------------------- | ----------------- |
| Provincia de Riad (UTC+03:00)    |                   |
| Estadio Príncipe Faisal bin Fahd | Estadio Rey Fahd  |
| Capacidad: 22 500                | Capacidad: 68 000 |
|                                  |                   |

## Formato
Las 8 selecciones participantes fueron divididas en 2 grupos de 4 equipos cada una. Dentro de cada grupo, las selecciones se enfrentaron bajo el sistema de todos contra todos, a una sola rueda, de manera tal que cada una de ellas disputó tres partidos. Los puntos se computaron a razón de 3 —tres— por partido ganado, 1 —uno— en caso de empate y 0 —cero— por cada derrota.
Las dos selecciones mejor ubicadas en la tabla de posiciones final de cada grupo pasaron a las semifinales. En dicha instancia, el primero de una zona enfrentó al segundo de la otra en un solo partido. Los perdedores disputaron el partido por el tercer puesto. Los ganadores se cruzaron en la final, cuyo vencedor se consagró campeón.

## Equipos participantes
| Equipos participantes | Equipos participantes  | Equipos participantes | Equipos participantes |
| --------------------- | ---------------------- | --------------------- | --------------------- |
| Arabia Saudita        | Catar                  | Irak                  | Omán                  |
| Baréin                | Emiratos Árabes Unidos | Kuwait                | Yemen                 |

### Sorteo
El sorteo de la competición se llevó a cabo el 12 de agosto de 2014 en la ciudad de Riad, Arabia Saudita.
A la derecha de cada selección, se marca su posición en la Clasificación mundial de la FIFA al momento del sorteo (correspondiente al mes de julio de 2014). Arabia Saudita, como anfitrión, fue asignado al grupo A, mientras que la selección de los Emiratos Árabes Unidos, vigente campeona, integró el grupo B.
| Bombo 1 Cabezas de serie                                                                                                | Bombo 2              | Bombo 3                | Bombo 4                  |
| --- | -------------------- | ---------------------- | ------------------------ |
| Arabia Saudita (78) (anfitrión, asignado al grupo A) Emiratos Árabes Unidos (65) (vigente campeón, asignado al grupo B) | Omán (69) Catar (86) | Irak (89) Baréin (105) | Kuwait (107) Yemen (180) |

## Fase de grupos
- Los horarios son correspondientes a la hora de Arabia Saudita (UTC+3:00).

### Grupo A
| Selección      | Pts | PJ | PG | PE | PP | GF | GC | Dif |
| -------------- | --- | -- | -- | -- | -- | -- | -- | --- |
| Arabia Saudita | 7   | 3  | 2  | 1  | 0  | 5  | 1  | 4   |
| Catar          | 3   | 3  | 0  | 3  | 0  | 1  | 1  | 0   |
| Yemen          | 2   | 3  | 0  | 2  | 1  | 0  | 1  | –1  |
| Baréin         | 2   | 3  | 0  | 2  | 1  | 0  | 3  | –3  |

| 13 de noviembre de 2014 | Arabia Saudita  | 1:1 (1:0) | Catar     | Estadio Rey Fahd, Riad   |                          |
| 19:00 (UTC+3:00)        | Al-Muwallad 37' | Reporte   | Majid 54' | Árbitro(s): Ben Williams | Árbitro(s): Ben Williams |

| 13 de noviembre de 2014 | Yemen | 0:0     | Baréin | Estadio Rey Fahd, Riad      |                             |
| 21:30 (UTC+3:00)        |       | Reporte |        | Árbitro(s): Fahad Al-Kassar | Árbitro(s): Fahad Al-Kassar |

| 16 de noviembre de 2014 | Yemen | 0:0     | Catar | Estadio Rey Fahd, Riad        |                               |
| 17:45 (UTC+3:00)        |       | Reporte |       | Árbitro(s): Yaqoob Abdul Baki | Árbitro(s): Yaqoob Abdul Baki |

| 16 de noviembre de 2014 | Arabia Saudita                                             | 3:0 (1:0) | Baréin | Estadio Rey Fahd, Riad           |                                  |
| 20:15 (UTC+3:00)        | Al-Shamrani 26' · Al-Haza'a 54' (a.g.) · Husain 70' (a.g.) | Reporte   |        | Árbitro(s): Mohanad Qasim Sarray | Árbitro(s): Mohanad Qasim Sarray |

| 19 de noviembre de 2014 | Arabia Saudita | 1:0 (1:0) | Yemen | Estadio Rey Fahd, Riad    |                           |
| 19:45 (UTC+3:00)        | Al Abed 28'    | Reporte   |       | Árbitro(s): Damir Skomina | Árbitro(s): Damir Skomina |

| 19 de noviembre de 2014 | Baréin | 0:0     | Catar | Estadio Príncipe Faisal bin Fahd, Riad |                        |
| 19:45 (UTC+3:00)        |        | Reporte |       | Árbitro(s): Ali Shaban                 | Árbitro(s): Ali Shaban |

### Grupo B
| Selección              | Pts | PJ | PG | PE | PP | GF | GC | Dif |
| ---------------------- | --- | -- | -- | -- | -- | -- | -- | --- |
| Omán                   | 5   | 3  | 1  | 2  | 0  | 6  | 1  | 5   |
| Emiratos Árabes Unidos | 5   | 3  | 1  | 2  | 0  | 4  | 2  | 2   |
| Kuwait                 | 4   | 3  | 1  | 1  | 1  | 3  | 7  | –4  |
| Irak                   | 1   | 3  | 0  | 1  | 2  | 1  | 4  | –3  |

| 14 de noviembre de 2014 | Emiratos Árabes Unidos | 0:0     | Omán | Estadio Príncipe Faisal bin Fahd, Riad |                            |
| 17:45 (UTC+3:00)        |                        | Reporte |      | Árbitro(s): Marai Al-Awaji             | Árbitro(s): Marai Al-Awaji |

| 14 de noviembre de 2014 | Irak | 0:1 (0:0) | Kuwait         | Estadio Príncipe Faisal bin Fahd, Riad |                           |
| 20:15 (UTC+3:00)        |      | Reporte   | Al Enezi 90+2' | Árbitro(s): Damir Skomina              | Árbitro(s): Damir Skomina |

| 17 de noviembre de 2014 | Emiratos Árabes Unidos | 2:2 (2:2) | Kuwait                     | Estadio Príncipe Faisal bin Fahd, Riad |                               |
| 17:45 (UTC+3:00)        | Mabkhout 18', 35'      | Reporte   | Nasser 37' · Al-Mutawa 39' | Árbitro(s): Jameel Abdulhusin          | Árbitro(s): Jameel Abdulhusin |

| 17 de noviembre de 2014 | Irak      | 1:1 (1:0) | Omán               | Estadio Príncipe Faisal bin Fahd, Riad |                              |
| 20:15 (UTC+3:00)        | Kasim 14' | Reporte   | Mubarak 51' (pen.) | Árbitro(s): Abdullah Balideh           | Árbitro(s): Abdullah Balideh |

| 20 de noviembre de 2014 | Emiratos Árabes Unidos | 2:0 (0:0) | Irak | Estadio Rey Fahd, Riad       |                              |
| 19:45 (UTC+3:00)        | Mabkhout 50', 62'      | Reporte   |      | Árbitro(s): Fahad Al-Mirdasi | Árbitro(s): Fahad Al-Mirdasi |

| 20 de noviembre de 2014 | Kuwait | 0:5 (0:2) | Omán                                             | Estadio Príncipe Faisal bin Fahd, Riad |                          |
| 19:45 (UTC+3:00)        |        | Reporte   | Al-Muqbali 44', 90' · Al-Ruzaiqi 45+3', 48', 59' | Árbitro(s): Ben Williams               | Árbitro(s): Ben Williams |

## Fase de eliminatorias

### Cuadro de desarrollo
|  | Semifinales            | Semifinales |                              |   | Final | Final |
|  |                        |             |                              |   |       |       |
|  | 23 de noviembre – Riad |             |                              |   |       |       |
|  |                        |             |                              |   |       |       |
|  | Arabia Saudita         | 3           |                              |   |       |       |
|  | Arabia Saudita         | 3           | 26 de noviembre – Riad       |   |       |       |
|  | Emiratos Árabes Unidos | 2           |                              |   |       |       |
|  | Emiratos Árabes Unidos | 2           | Arabia Saudita               | 1 |       |       |
|  | 23 de noviembre – Riad |             | Arabia Saudita               | 1 |       |       |
|  |                        | Catar       | 2                            |   |       |       |
|  | Omán                   | Catar       | 2                            | 1 |       |       |
|  | Omán                   |             |                              | 1 |       |       |
|  | Catar                  | 3           |                              |   |       |       |
|  | Catar                  | 3           | Partido por el tercer puesto |   |       |       |
|  |                        |             |                              |   |       |       |
|  | 25 de noviembre – Riad |             |                              |   |       |       |
|  |                        |             |                              |   |       |       |
|  | Emiratos Árabes Unidos | 1           |                              |   |       |       |
|  | Emiratos Árabes Unidos | 1           |                              |   |       |       |
|  | Omán                   | 0           |                              |   |       |       |

### Semifinales
| 23 de noviembre de 2014 | Arabia Saudita                                 | 3:2 (2:0) | Emiratos Árabes Unidos | Estadio Rey Fahd, Riad         |                                |
| 21:00 (UTC+3:00)        | Al-Shamrani 19' · Al Abed 22' · Al-Dawsari 86' | Reporte   | Khalil 53', 79'        | Árbitro(s): Valentin Kovalenko | Árbitro(s): Valentin Kovalenko |

| 23 de noviembre de 2014 | Omán      | 1:3 (1:1) | Catar                                     | Estadio Rey Fahd, Riad    |                           |
| 17:45 (UTC+3:00)        | Saleh 24' | Reporte   | Al-Haydos 36' (pen.) · Assadalla 59', 67' | Árbitro(s): Marcin Borski | Árbitro(s): Marcin Borski |

### Tercer puesto
| 25 de noviembre de 2014 | Emiratos Árabes Unidos | 1:0 (0:0) | Omán | Estadio Príncipe Faisal bin Fahd, Riad |                              |
| 17:45 (UTC+3:00)        | Mabkhout 59'           | Reporte   |      | Árbitro(s): Abdullah Balideh           | Árbitro(s): Abdullah Balideh |

### Final
| 26 de noviembre de 2014 | Arabia Saudita | 1:2 (1:1) | Catar                     | Estadio Rey Fahd, Riad           |                                  |
| 19:45 (UTC+3:00)        | Kariri 16'     | Reporte   | Mukhtar 18' · Khoukhi 58' | Árbitro(s): Mohanad Qasim Sarray | Árbitro(s): Mohanad Qasim Sarray |

|                  |
| Bandera de Catar |
| Campeón          |
| Catar            |
| 3.º título       |

## Estadísticas

### Tabla general
| Pos. | Equipo                 | Pts | PJ | PG | PE | PP | GF | GC | Dif. | Rend.  |
| ---- | ---------------------- | --- | -- | -- | -- | -- | -- | -- | ---- | ------ |
| 1    | Catar                  | 9   | 5  | 2  | 3  | 0  | 6  | 3  | 3    | 60%    |
| 2    | Arabia Saudita         | 10  | 5  | 3  | 1  | 1  | 9  | 5  | 4    | 66,66% |
| 3    | Emiratos Árabes Unidos | 8   | 5  | 2  | 2  | 1  | 7  | 5  | 2    | 53,33% |
| 4    | Omán                   | 5   | 5  | 1  | 2  | 2  | 7  | 5  | 2    | 33,33% |
| 5    | Kuwait                 | 4   | 3  | 1  | 1  | 1  | 3  | 7  | –4   | 44,44% |
| 6    | Yemen                  | 2   | 3  | 0  | 2  | 1  | 0  | 1  | –1   | 22,22% |
| 7    | Baréin                 | 2   | 3  | 0  | 2  | 1  | 0  | 3  | –3   | 22,22% |
| 8    | Irak                   | 1   | 3  | 0  | 1  | 2  | 1  | 4  | –3   | 11,11% |

### Goleadores
| Jugador              | Selección              | Goles |
| -------------------- | ---------------------- | ----- |
| Ali Mabkhout         | Emiratos Árabes Unidos | 5     |
| Said Al-Ruzaiqi      | Omán                   | 3     |
| Nawaf Al Abed        | Arabia Saudita         | 2     |
| Abdulaziz Al-Muqbali | Omán                   | 2     |
| Nasser Al-Shamrani   | Arabia Saudita         | 2     |
| Ali Assadalla        | Catar                  | 2     |
| Ahmed Khalil         | Emiratos Árabes Unidos | 2     |

### Mejor jugador
| Jugador       | Selección      |
| ------------- | -------------- |
| Nawaf Al Abed | Arabia Saudita |

### Mejor guardameta
| Jugador      | Selección |
| ------------ | --------- |
| Qasem Burhan | Catar     |

### Premio al Juego Limpio
| Selección |
| --------- |
| Omán      |